# Pistolet Vis wz. 35
Die Vis (offiziell Pistolet Vis wz. 35 bzw. Pistole 35(p) auch bekannt als Radom-Pistole) war eine Selbstladepistole polnischer Herkunft im Kaliber 9 mm Parabellum. Sie diente vor dem Zweiten Weltkrieg als Standard-Ordonnanzwaffe der Streitkräfte Polens.

## Geschichte
Nach dem Ersten Weltkrieg waren die polnischen Truppen nur mit veralteten Kurzwaffen ausgestattet, wie zum Beispiel dem Revolver Nagant M1895. Um 1930 wurde die Beschaffung moderner Pistolen aus dem Ausland in Erwägung gezogen, wobei die tschechische ČZ 24 sowie die belgische FN Browning Modell 1910 begutachtet wurden. Letztendlich fiel die Entscheidung, eine Waffe aus eigener Produktion einzuführen.

## Technik

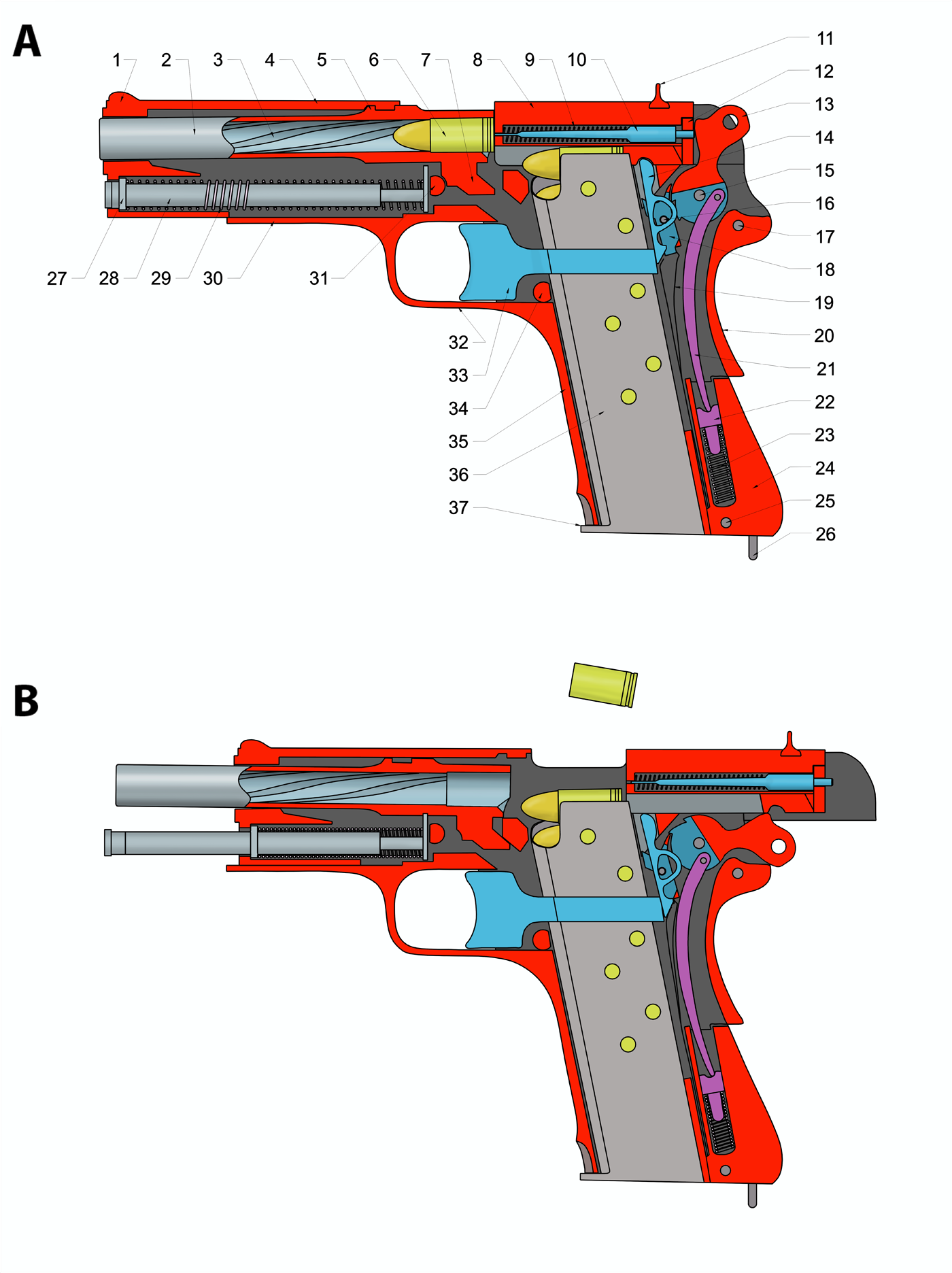
Schnittbild

Mit der Entwicklung wurde Piotr Wilniewczyc beauftragt. Er war bereits an der Prüfung der genannten Modelle beteiligt. Später stieß Jan Skrzypiński dazu, die Pistole erhielt nach den Initialen ihrer Konstrukteure Wi und S den Namen WIS. Daraus wurde letztendlich Vis in Anspielung auf das lateinische Wort für Kraft bzw. Stärke. Das Team orientierte sich bei seinen Entwürfen an der bewährten Technik der Waffen Brownings. Die äußerliche Erscheinung erinnert an die Colt M1911, die Verriegelungstechnik ähnelt jedoch eher der FN Browning HP. Statt des Kettengliedes der 1911 verfügte die Vis über eine starre Verriegelungskurve. Die Pistole erwies sich als sehr präzise und verfügte über drei Sicherungssysteme:
| - ein Entspannhebel - eine Sicherung zum Sperren des Hahnes und Abzuges - eine Handballensicherung |

Über einen Spannabzug verfügte die Vis nicht, sie funktionierte nach dem Single-Action-Prinzip.

## Fertigung

### 1935 bis 1938
1935 begann die Herstellung der Vis bei der staatlichen Waffenfabrik Fabryka Broni Łucznik in Radom. Die komplette Ausrüstung aller Streitkräfte Polen konnte bis zum Ausbruch des Zweiten Weltkrieges jedoch nicht mehr vollzogen werden; insgesamt wurden weniger als 50.000 Pistolen ausgeliefert.

### 1939 bis 1945
Nach dem Fall Polens und seiner Besetzung durch die Wehrmacht wurden die Bestände beschlagnahmt und entschieden, die Waffe ins Arsenal der deutschen Truppen aufzunehmen. Die Produktion in Polen wurde zuerst in Radom fortgesetzt, dann aber an die Firma Steyr Daimler Puch verwiesen und in Österreich, damals „Ostmark“, aufgenommen.
Die offizielle deutsche Bezeichnung des Modells war Pistole 35 (p) und Pistole 645 (p), sie wurde vor allem an die Luftwaffe und Einheiten der SS ausgegeben. Im Laufe der Jahre wurde die Fertigung immer mehr vereinfacht, wobei auch die Qualität der Waffen immer weiter abnahm. Kurz vor Kriegsende entstand noch auf der Basis der Vis eine „Volkssturmpistole“. Die Summe der unter deutscher Regie produzierten Waffen des Typs und seiner Varianten überstieg dabei die Zahl von 300.000 Stück.
Nach dem Krieg wurde bei der polnischen Armee die russische Tokarew TT-33 mit dem kleineren Kaliber 7,62 mm eingeführt und die Vis nicht weiter gefertigt. Die Originale aus der polnischen Vorkriegsfertigung sind aufgrund der geringen Auflage und der hohen Qualität beliebte Sammlerwaffen.

### Neuauflagen ab 1997
Aufgrund der Nachfrage wurden 1997 von der Waffenfabrik Zakłady Mechaniczne Tarnów 25 Exemplare der Pistolet Vis wz. 35  nachgefertigt. Zum 90-jährigen Firmenjubiläum der Waffenfabrik „Fabryka Broni „Łucznik“ Radom“  wurden dort 2015 nochmals 50 Stück hergestellt, die vorrangig an polnische Würdenträger abgegeben wurden. Zwanzig Pistolen mit den Seriennummern 00031 bis 00050 wurden über  eine Online-Auktion abgesetzt. Im Oktober 2017 wurde von Seiten der „Fabryka Broni „Łucznik“ Radom“ bekannt gemacht, dass die Pistole dort wieder in die Serienfertigung kommt. Geplant wurden kleine Chargen mit Produktionsbeginn ab Oktober 2018.